# Nils Krüger (Designer)
Nils Krüger (* 1970 in Leipzig) ist ein deutscher Produktdesigner und Professor für Entwurf mit Schwerpunkt Design und Mobilität an der Kunsthochschule Berlin-Weißensee.

## Biografie
Krüger absolvierte eine Lehre als Maschinenbauer. Von 1990 bis 1996 studierte er Produkt-Design an der weißensee kunsthochschule berlin und schloss das Studium mit einem Diplom ab. Während des Studiums absolvierte er Auslandssemester in den USA und Frankreich. Anschließend war er Meisterschüler und erhielt ein einjähriges DAAD-Stipendium für Paris. Von 1996 bis 1999 war er bei der Medienagentur „Art+Com“ und als freischaffender Designer tätig. Von 1998 bis 2003 hatte er Lehraufträge an der weißensee kunsthochschule berlin, der Technischen Universität Berlin (TU), der Hochschule für Technik und Wirtschaft Berlin (HTW) und der HTW Dresden. 2004 wurde er an die Fachhochschule Potsdam berufen, wo er bis 2014 Professor für „Produktdesign mit digitalen Medien“ am Fachbereich Design war.
1999 gründete Nils Krüger mit Christina Finger und Helmut Staubach das büro+staubach (seit 2002 GmbH), ein Designbüro mit Schwerpunkten zu Themen der Mobilität sowie der Vergegenständlichung von Novitäten auf dem Gebiet medialer Prozesse, in dem er bis heute als geschäftsführender Gesellschafter tätig ist.
Seit 2014 ist er Professor für Entwurf im Fachgebiet Produkt-Design an der Kunsthochschule Berlin-Weißensee. Seine Lehre mit der Perspektive „Design und Mobilität“ untersucht und entwickelt mit den Mitteln der Gestaltung Ansätze für künftige Formen der Mobilität. Dabei versteht er Entwerfen als einen sozial, ökonomisch und kulturell relevanten Prozess, welcher nicht ausschließlich am Gegenständlichen festzumachen ist.